# بخش آمورج
بخش آمورج یک منطقهٔ مسکونی در موریتانی است که در استان حوض شرقی واقع شده‌است.